# جودي هوسينتروت
 سنوات النشاط 1989 - 1995
جودي سو هوسينتروت (بالإنجليزية: Jodi Huisentruit)‏ ولدت في (5 يونيو 1968) وقد تم إعلان وفاتها قانونيا في مايو 2001، كانت مذيعة أخبار تلفزيونية أمريكية في محطة كاي آي إم تي ، ومقرها في مدينة ماسون، أيوا، في الولايات المتحدة. اختفت في الساعات الأولى من صباح يوم 27 يونيو 1995 وهي بعمر 27 سنة ويعتقد أنه قد تم اختطافها.

## روابط خارجية
- البحث المركز الذي أجراه الصحافيين والمحققين حول جودي هوسينتروت
- جودي هوسينتروت في شبكة دو